# Brachypterois
Brachypterois es un género de peces de la familia Scorpaenidae, del orden Scorpaeniformes. Este género marino fue descrito por primera vez en 1938 por Henry Weed Fowler. 

## Especies
Especies reconocidas del género:
- Brachypterois curvispina Matsunuma, M. Sakurai & Motomura, 2013
- Brachypterois serrulata (J. Richardson, 1846)
- Brachypterois serrulifer Fowler, 1938

### Lectura recomendada
- Matsunuma, M., Sakurai, M. & Motomura, H. (2013): Revision of the Indo-West Pacific genus Brachypterois (Scorpaenidae: Pteroinae), with description of a new species from northeastern Australia. Zootaxa, 3693 (4): 401–440.
- Eschmeyer, William N., ed. 1998. Catalog of Fishes. Special Publication of the Center for Biodiversity Research and Information, no. 1, vol 1-3. 2905.